# Zabozzie (przystanek kolejowy)
Zabozzie (biał. Забоззе, ros. Забозье) – przystanek kolejowy w pobliżu miejscowości Zabozzie, w rejonie jelskim, w obwodzie homelskim, na Białorusi. Leży na linii Żłobin - Mozyrz - Korosteń.